# Paul Cribeillet
Paul Cribeillet, né en 1896 et mort en 1969, est un compositeur et un chef d'orchestre également résistant à la tête du 1er bataillon FTP des maquis de l'Ain et du Haut-Jura établi dans la région de Coligny. Dans la résistance il est connu comme le « capitaine Grillon ».